# Doliocarpus ortegae
Doliocarpus ortegae är en tvåhjärtbladig växtart som beskrevs av G. Aymard C. Doliocarpus ortegae ingår i släktet Doliocarpus och familjen Dilleniaceae. Inga underarter finns listade i Catalogue of Life.